# 蘇珊·霍克菲爾德
蘇珊·霍克菲爾德（Susan Hockfield，1951年3月24日—）是第16任麻省理工學院校長，也是麻省理工建校以來第一位女校長，美國藝術與科學院院士。現生在神經生物领域，她一直致力於哺乳動物腦發展的研究，尤其在致命性的神經膠質瘤方面有所成就 。她首開在腦研究方面使用單株抗體技術的先河，發現了導致癌細胞在腦內擴散的蛋白質家族和基因。她是美國科學發展學會會員，美國神經生物學學會會員。 2005獲得國際學術成就金獎，2004年獲得耶魯大學Sheffied獎，先後擔任《神經科學雜誌》、《學習與記憶》等雜誌的編委 （页面存档备份，存于）。